# Freon
O Freon pode ser definido como diversos tipos de gases a base clorofluorcarbonos. Estes são conhecidos como CFCs. Esses gáses são apontados por muitos como  principais causadores de danos atmosféricos, danos à saúde da humanidade e danos contra os seres vivos, e portanto contra o Planeta Terra desde a Década de 1970. O Freon ainda é utilizado comercialmente pela indústria de refrigeradores, eletrônica, mecânica entre outras. 

## Histórico do Freon
Entre os anos 1800 até 1929 os gases utilizados para fins de refrigeração eram tóxicos. Estes eram: a amônia (NH3), cloreto de metil (CH3Cl), e dióxido de enxofre (SO2).
No século XX, na década de 1920, ocorreram muitos acidentes fatais em função de vazamento de cloreto de metil em refrigeradores industriais e até mesmo residenciais.
Muitas empresas e proprietários de equipamentos de refrigeração começaram a deixar seus refrigeradores ao ar livre para prevenir possíveis vazamentos.
Devido aos grandes prejuízos e processos judiciais contra as indústrias de refrigeração, estas iniciaram um esforço conjunto para resolver o problema.

### Os descobridores
Em 1926, Thomas Midgley, Jr. E  Charles Franklin Kettering inventaram uma combinação de gases que foi chamada de Freon.
Os CFCs são um grupo de alifático de combinações orgânicas que contêm o carbono, flúor, e, em muitos casos, outros halógenos (especialmente cloro) e hidrogênio. São incolores, inodoros, não inflamáveis, não são corrosivos ou líquidos. 
Thomas Midgley foi escolhido por Charles Franklin Kettering para dirigir a pesquisa dos CFCs. A empresa Frigidaire obteve a primeira patente para a fórmula para gases de refrigeração no dia 31 de dezembro de 1928.

## A união das empresas
Em 1930 a General Motors e a DuPont formaram a Kinetic Chemical Company para produzir o Freon. Em 1935 a Frigidaire e seus concorrentes já tinham comercializado em torno de 8 milhões de refrigeradores novos nos Estados Unidos. Em 1932, a Carrier Engineering Corporation usou o Freon na primeira unidade de ar condicionado. 
Fabricado pela empresa DuPont durante anos os CFCs foram usados e liberados livremente na atmosfera sem conhecimento dos danos que estavam causando para a humanidade e para o Planeta Terra, pois eram gases considerados seguros e estáveis.

## Danos à camada de ozônio
Nos anos 80 surgiu a hipótese, que o Freon e todos os gases do tipo CFC são danosos à camada de ozônio[carece de fontes?].

O erro seria acreditar que os CFCs eram muitos estáveis. Eles eram muito estaveis na troposfera, porém, na estratosfera há teorias que acreditam que ele torna-se instável, devido ao cloro ser sensível aos raios ultravioleta e se decompor e fazer o ataque às moléculas de ozônio.